# Ab van der Linden
Abraham (Ab) van der Linden (Amsterdam, 6 september 1911 - Amstelveen, 22 mei 1999) was een Nederlands acteur en clown.

## Oorlogsjaren
Van der Linden was van Joodse afkomst, en werd in de Tweede Wereldoorlog in Kamp Molengoot en Kamp Westerbork geplaatst. Uit laatstgenoemd doorgangskamp wist hij te ontsnappen. Op 20 november 1995 vertelde van der Linden  zijn levensverhaal aan het USC Shoah Foundation Institute, opgericht in 1994 door Steven Spielberg. Dit verhaal is opgenomen in de Collectie Tweeduizend Getuigen Vertellen van het Joods Historisch Museum, waarin overlevers van de Holocaust het woord krijgen.

## Acteur
Van der Linden werd voornamelijk bekend door zijn zeven rollen in Ti-Ta Tovenaar en als clown Flappie. De laatste rol vertolkte hij meer dan 40 jaar, samen met clown Appie. De TROS maakte een televisieserie van dit clownsduo en ze verwierven een plek in het hart van vele jonge Nederlanders door hun optredens in De Efteling. Zijn bekendste uitspraak was: Zal ik het doen? Zal ik het niet doen? Ja, ik doe het! Op 2 mei 1999 traden Appie en Flappie voor het laatst op.
Van der Linden overleed 20 dagen later op 87-jarige leeftijd. Zijn zoon Pierre van der Linden verwierf bekendheid als drummer van de band Focus.

## Filmografie
- De Jantjes (1934)
- Bleeke Bet (1934)
- De Kleine Waarheid (1970)
- Ti-Ta Tovenaar (1972-1974)
- Flappie (1983) (televisieserie, 50 afleveringen)
- De gulle minnaar (1990)